# Kusari-gama

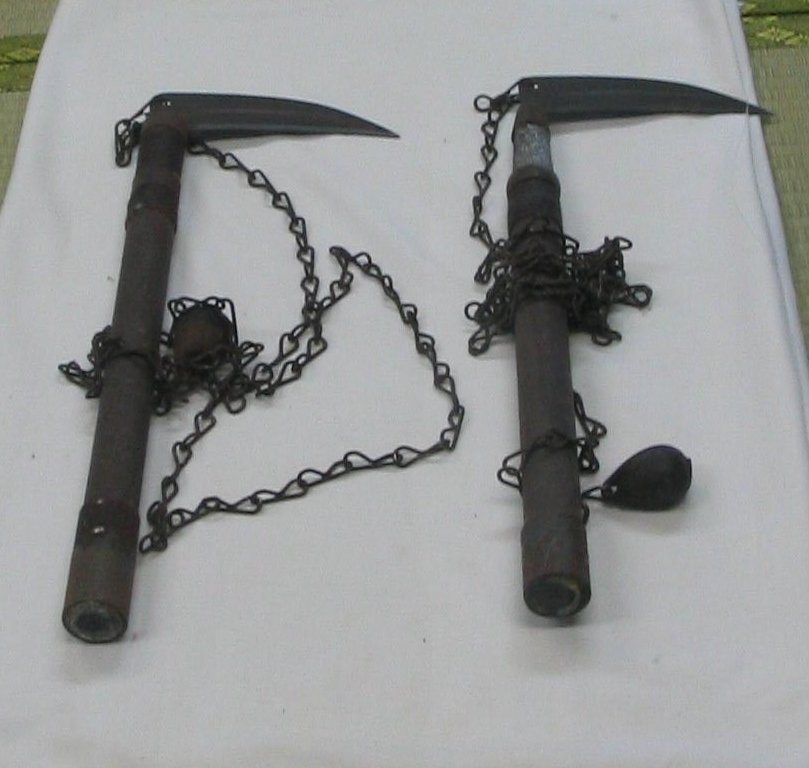
Kusari-gama

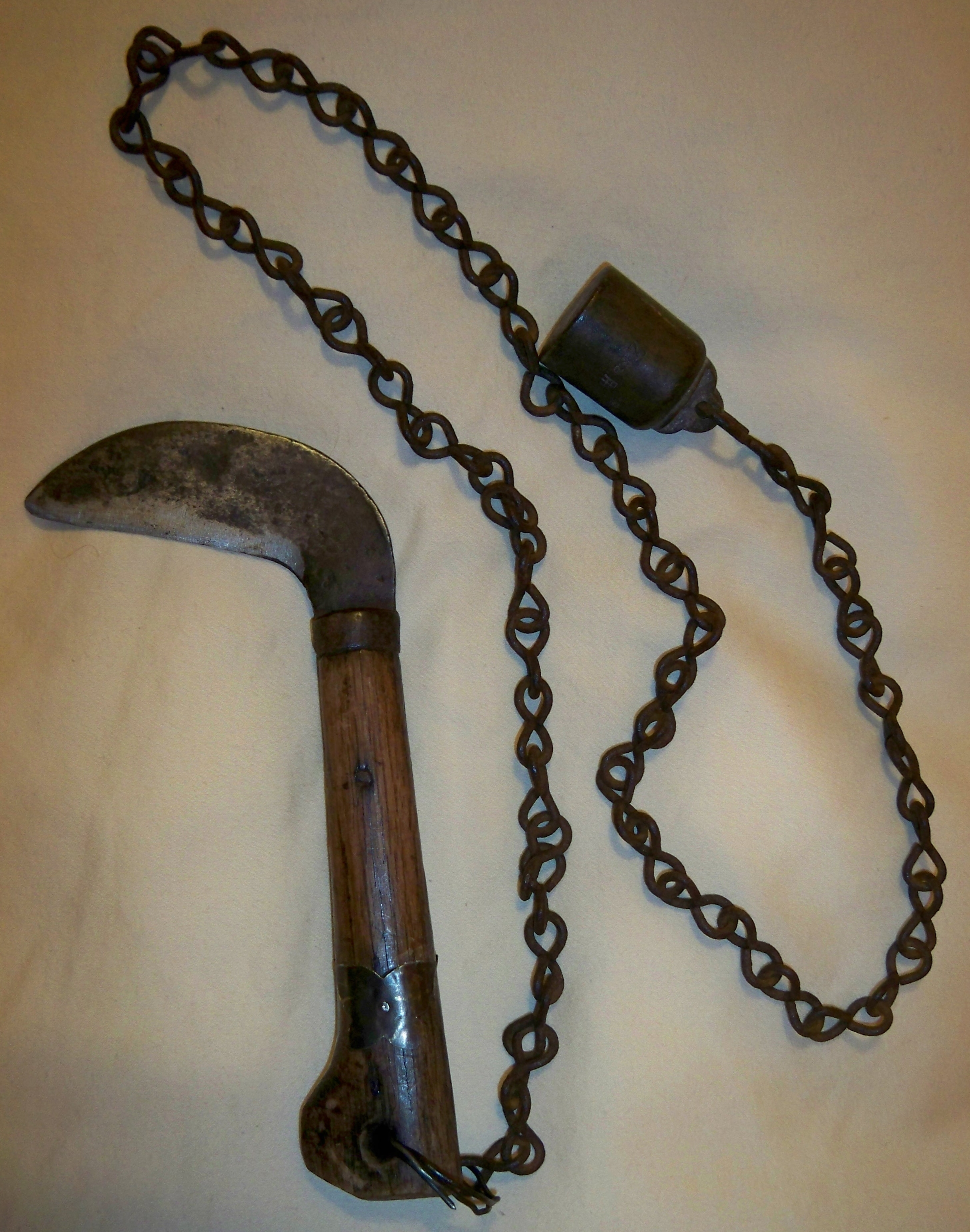
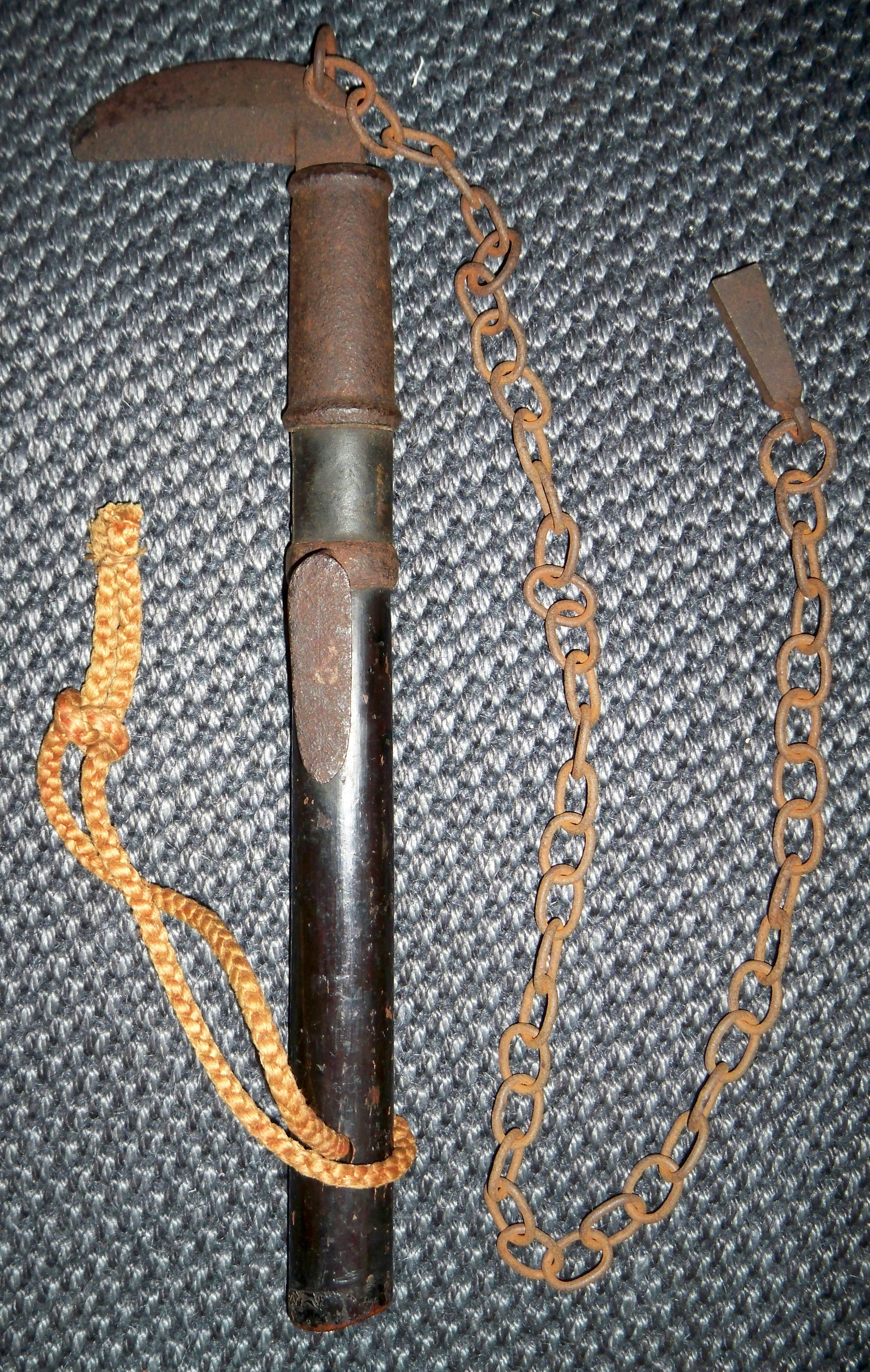
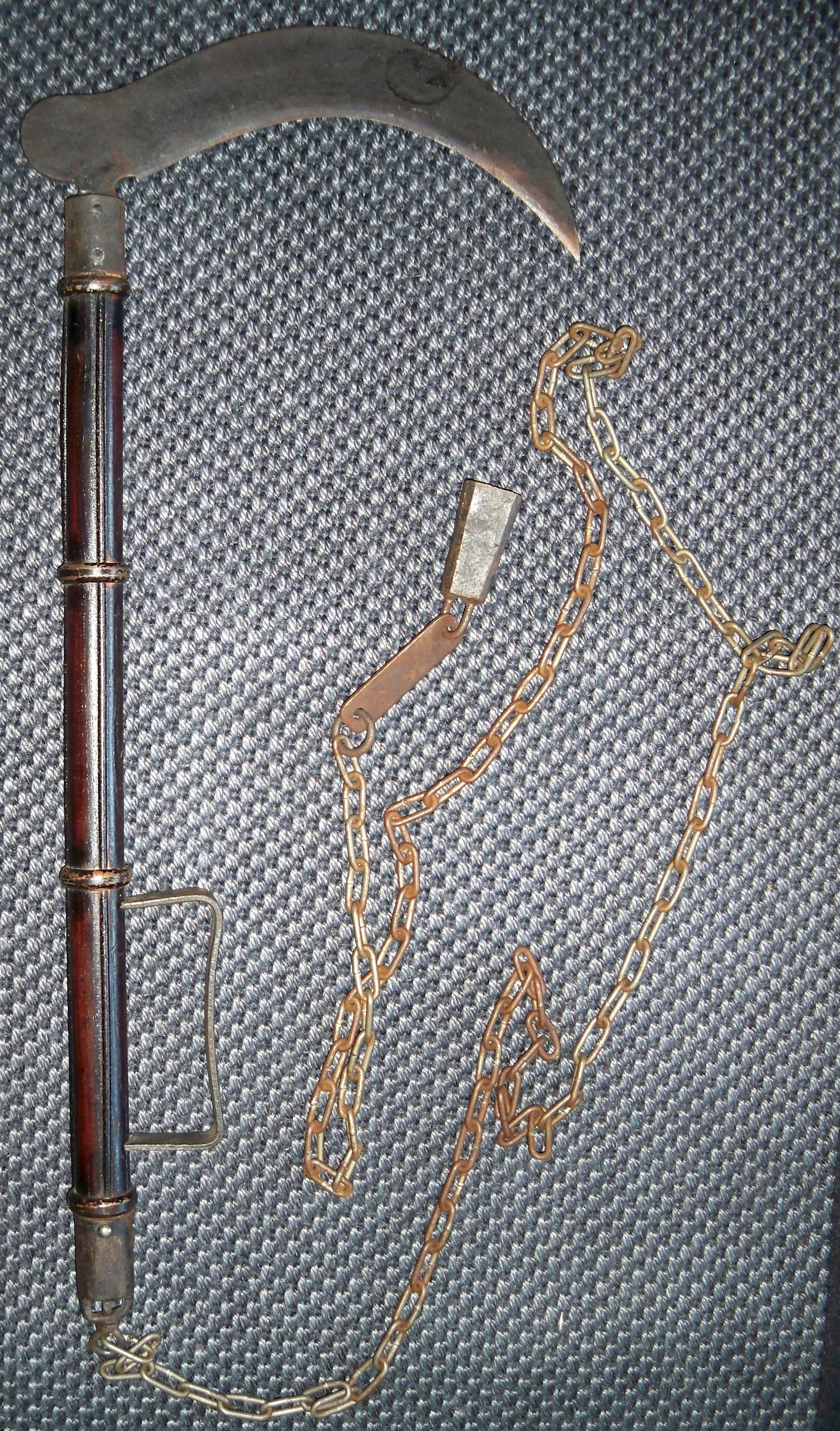
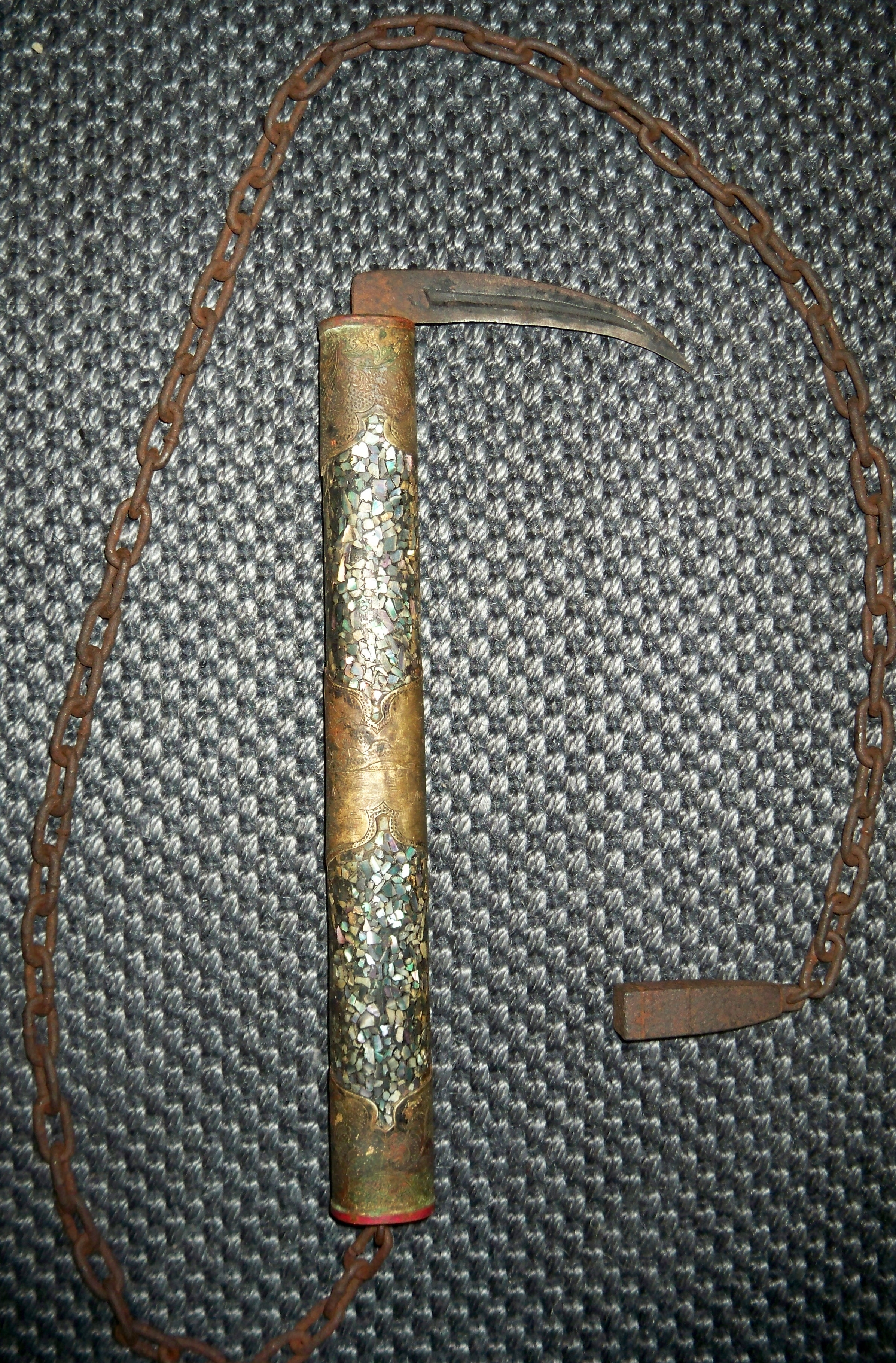

Kusari-gama hay tỏa liêm (鎖鎌) là một món vũ khí trong võ thuật Nhật Bản cổ và được phát triển từ nông cụ, một đầu là lưỡi hái để cắt cỏ được nối với đầu kia là một quả chùy bằng một đoạn dây xích sắt. Trong tiếng Nhật, "kusari" nghĩa là dây xích, còn "kama" hay "gama" (tiếp vị ngữ) nghĩa là lưỡi hái. Món vũ khí này phát triển trong tầng lớp nông dân, thương nhân và thợ thủ công vốn mang thân phận thấp hèn, bị chính quyền phong kiến cấm mang kiếm trong người. Nó cũng được các lưu phái võ nghệ ở Nhật sử dụng như một món võ khí ẩn và được xem là một trong "võ nghệ thập bát ban". Món vũ khí này được biết đến nhiều qua nhân vật Shishido Baiken xuất hiện trong tiểu thuyết "Miyamoto Musashi" của văn hào Yoshikawa Eiji.

## Hình dạng
Về hình dạng thì Kusari-gama chủ yếu có hai loại, một loại có quả chùy xích sắt nối vào phần đầu của lưỡi hái và một loại có quả chình xích sắt nối vào phần chuôi của lưỡi hái. Ngoài ra, hình dạng Kusari-gama cũng biến đổi thiên hình vạn trạng tùy thuộc vào từng môn phái sử dụng và công phu ra nó. Có thể kể ra một vài loại như: Ōkusari-gama (大鎖鎌) hay còn gọi là Nagi Kusari-gama thì có phần cán dài 4 thước Tàu (120 cm), loại cán dài 7 thước gọi là Yae Kusari-gama (Nagi-gama), loại này gắn thêm xích sắt thì gọi là Yae Kusari-gama, lại có loại gắn thêm mũi giáo ở đầu lưỡi hái, vân vân. Loại có quả chùy xích sắt gắn ở đầu lưỡi hái được chế tạo để sử dụng một tay, phân tán lực vào phần cổ tay nên lưỡi hái nhỏ và dây xích cũng ngắn nên có thể vung từng nhát nhỏ. Loại có quả chùy xích sắt gắn vào cái lưỡi hái được chế tạo với mục đích sử dụng hai tay, phần lưỡi hái to và dây xích cũng rất dài (2~4m). Loại này thường được gắn thêm phần bảo vệ tay giống như đốc kiếm ở cán để tránh bị lưỡi hái làm bị thương khi bị địch thủ bắt được dây xích hay khi ném dây xích. Tại Nhật Bản, các loại Kusari-gama thường được các lò rèn đồ gia dụng chế tạo, chỉ có một số rất ít được các lò rèn kiếm chế tạo.

## Cách sử dụng
Cách dùng cơ bản của loại võ khí này là ném quả chùy bằng dây xích vào phần đầu, mặt, ống chân và cổ tay của đối thủ. Nếu quả chùy không sát thương được thì dây xích cũng sẽ quấn chặt vào tay địch, chế ngự chuyển động của địch và cuối cùng dùng lưỡi hái ở tay trái kết liễu đối thủ. Đối với loại nhỏ có gắn quả chùy ở đầu lưỡi hái thì dùng một tay múa dây xích, vừa tính toán khoảng cánh với địch mà ném quả chùy. Đối với loại lớn có quả chùy gắn ở phần cán lưỡi hái thì tay phải nắm đoạn xích gần quả chùy vài chục cm mà múa vòng, khi thấy đã đủ lực thì ném thẳng quả chùy vào địch, giống như nguyên lý của ná bắn đá. Một khi đã ném chùy ra thì phải mất thời gian mới thu hồi và quấn lại phần xích sắt nên nhiều môn phái có thêm phần luyện tập đánh cận chiến nhỡ khi địch tránh được quả chùy. Kusari-gama là món vũ khí lợi hại, vào tay cao thủ có thể biến ảo khôn lường như rồng lượn rắn trườn nhưng rất khó sử dụng. Phần lớn những người mới sử dụng đều bị chính quả chình của mình đập vào người. Món vũ khí này cũng gần như không có tính phòng vệ, trong phát ném đầu tiên mà đối thủ tránh được thì xem như đã bước chân vào tử địa nên sử dụng vũ khí này phải có tâm lý "nhất kích tất sát".

## Phiên bản Việt Nam
Trong truyện ngắn "Ném bút chì" (in trong tập "Vang bóng một thời"), nhà văn Nguyễn Tuân cũng viết về một loại vũ khí gọi là "bút chì" tương tự Kusari-gama, chỉ khác là lưỡi mai thay cho lưỡi hái và không có quả chùy sắt và dây xích được thay bằng dây thừng. Theo mô tả qua ngòi bút Nguyễn Tuân, người dụng võ khí này tay phải cầm đốc ngọn mai, tay trái quấn chặt đoạn dây thừng buộc chặt vào một đầu cán mai. Cách sử dụng cũng có khác Kusari-gama ở chỗ ném lưỡi mai vào người đối thủ, đoạn dùng tay trái giật về bằng đoạn dây thừng quấn quanh tay trái.

## Mục liên quan
- Kusari-gama jutsu
- Miyamoto Musashi (tiểu thuyết)

## Văn kiện tham khảo
BAB Japan "Mọi điều về vũ khí mật" (秘武器の全てがわかる本), Iwai Kohaku biên soạn, xuất bản tháng 1 năm 1999, trang 94~110.